# Biskupi innsbruccy
Biskupi innsbruccy – lista biskupów ordynariuszów, a wcześniej administratorów apostolskich diecezji innsbruckiej oraz ich sufraganów (biskupów pomocniczych).

## Administratura apostolska Innsbruck-Feldkirch (1912-1964)

### Administratorzy apostolscy
- 1921–1938: abp Sigismund Waitz - arcybiskup salzburski
- 1938–1964: bp Paulus Rusch - biskup tytularny Lycopolis, a następnie Meloë in Isauria

### Sufragani
- 1936–1955: bp Franz Tschann - biskup tytularny Panium
- 1954–1964: bp Bruno Wechner - biskup tytularny Cartennæ

## Diecezja Innsbruck–Feldkirch (1964-1968)

### Ordynariusze
- 1964–1968: bp Paulus Rusch

### Sufragani
- 1964–1968: bp Bruno Wechner - biskup tytularny Cartennæ

## Diecezja innsbrucka (od 1968)

### Ordynariusze
- 1968–1980: bp Paulus Rusch
- 1980–1997: bp Reinhold Stecher
- 1997–2002: bp Alois Kothgasser, S.D.B.
- 2002–2003: ks. Ernst Jäger (administrator apostolski)
- 2003–2015: bp Manfred Scheuer
- od 2017: bp Hermann Glettler